# Duesenberg Model X
De Duesenberg Model X was een tussenmodel van het Amerikaanse luxe-automerk Duesenberg. De Model X volgde in 1926 op de Duesenberg Model A, de eerste personenauto van het merk. Het model was tevens het laatste dat werd ontworpen door Fred Duesenberg alvorens het bedrijf werd overgenomen door Erret Cord. Van de Model X werden zeer weinig exemplaren gebouwd, naar verluidt slechts dertien. Van die dertien chassis zouden slechts zeven stuks daadwerkelijk volledig afgebouwd zijn. De Model X werd gebouwd op twee chassis, dat van de Model A en dat van de geplande Model J. Daarin werd een gewijzigde versie van Duesenbergs acht-in-lijnmotor gemonteerd. Die produceerde met zijn 4,3 liter zo'n 100 pk. Vandaag de dag is van vier Model X'en bekend dat ze nog bestaan. Eén daarvan is in het bezit van de bekende komiek Jay Leno.